# Artjom Walerjewitsch Tkatschenko

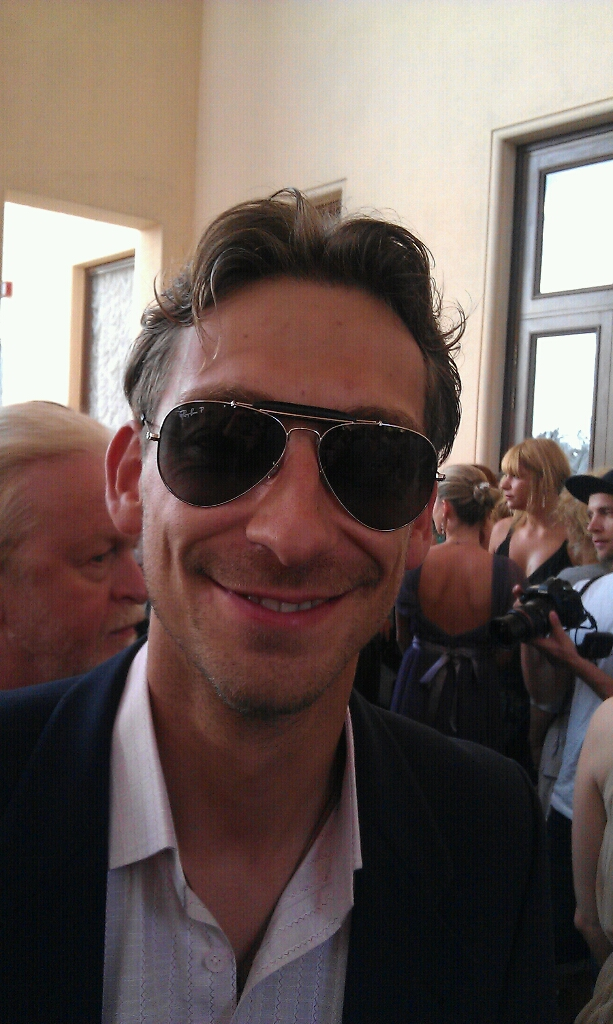
Artjom Walerjewitsch Tkatschenko (2011)

Artjom Walerjewitsch Tkatschenko (russisch Артём Валерьевич Ткаченко, wiss. Transliteration Artëm Valer'evič Tkačenko; * 30. April 1982 in Kaliningrad, Oblast Kaliningrad, RSFSR, Sowjetunion) ist ein russischer Schauspieler.

## Leben
Tkatschenko wurde am 30. April 1982 in Kaliningrad geboren. Nach seiner Schulzeit trat er der Mikhail Shchepkin Higher Theatre School bei. Zwischen 2003 und 2005 arbeitete er in der Theatergruppe Shalom Theatre. Von 2004 bis 2008 war er mit der russischen Schauspielerin Rawschana Bachramowna Kurkowa verheiratet. In zweiter Ehe war er von 2012 bis 2015 mit dem Model Eugenia Khrapovitskaya verheiratet. Aus der Ehe entstammt ein Sohn, aus seiner aktuellen Beziehung ein weiterer Sohn.
Er übernahm die Rolle des Danishevskiy Alexey 2017 in Gogol – Der Anfang und in Chroniken der Finsternis – Teil 2: Der Dämonenjäger der Fortsetzung von 2018. 2019 mimte er die Rolle des Antagonisten William Garrett in Rebellion der Magier.

## Filmografie (Auswahl)
- 2001: Evenings on a Farm Near Dikanka (Vechera na khutore bliz Dikanki/Вечера на хуторе близ Диканьки) (Fernsehfilm)
- 2006: Filipp's Bay (Bukhta Filippa/Бухта Филиппа)
- 2006: The Sword Bearer (Mechenosets/Меченосец)
- 2007: The Russian Triangle (Rusuli samkudhedi/Русский треугольник)
- 2008: Little Moscow (Mała Moskwa/Маленькая Москва)
- 2011: Guys from Mars (Paren s Marsa/Парень с Марса)
- 2011: The Life and Adventures of Mishka Yaponchik (Zhizn i priklyucheniya Mishki Yaponchika/Жизнь и приключения Мишки Япончика)
- 2012: Cinderella (Zolushka/Zолушка)
- 2017: Gogol – Der Anfang (Gogol. Nachalo/Гоголь. Начало)
- 2018: Chroniken der Finsternis – Teil 2: Der Dämonenjäger (Gogol. Viy/Гоголь. Вий)
- 2018: S'parta (Sпарта) (Fernsehserie, 8 Episoden)
- 2018: Gogol – Schreckliche Rache (Gogol. Strashnaya mest/Гоголь. Страшная месть)
- 2019: Rebellion der Magier (Abigail/Эбигейл)
- 2021: The Vampires of Midland (Vampiry sredney polosy/Вампиры средней полосы) (Fernsehserie, 8 Episoden)